# 小説宝石
『小説宝石』（しょうせつほうせき、Shosetsu Hoseki）は、株式会社光文社が発行している小説誌。1968年9月に創刊された。1965年創刊の総合月刊誌『宝石』の姉妹誌という位置づけ。毎月22日頃に発売されている月刊誌だったが、2023年12月21日発売の2024年1月号から偶数月22日頃発売の隔月刊に移行した（号は奇数月）。荻原浩『明日の記憶』、赤川次郎「三毛猫ホームズシリーズ」など、数多くのベストセラー小説を生み出している。
ミステリー小説、時代小説など様々なジャンルを扱っている。光文社発行の『ジャーロ』もミステリー小説を扱う小説誌であるが、『ジャーロ』は本格系のものを中心としているのに対し、『小説宝石』はより広範なものを扱っている。
2007年より小説宝石新人賞を実施している。一般財団法人光文文化財団（旧称：財団法人光文シエラザード文化財団）が主催する日本ミステリー文学大賞および日本ミステリー文学大賞新人賞の選評が毎年12月号に掲載される。1971年には『別冊小説宝石』が創刊されている。

## 過去の主な連載作品
- 石田衣良 『スイングアウト・ブラザース』
- 奥田英朗 『純平、考え直せ』
- 門田泰明 『夢剣霞ざくら』
- 笹本稜平 『漏洩 素行調査官』
- 澤田ふじ子 『短夜の髪 京都市井図絵』
- 朱川湊人 『今日からは、愛のひと』
- 西村京太郎 『「ななつ星」一〇〇五番目の乗客』、『富士急行の女性客』、『新・東京駅殺人事件』、『京都嵐電殺人事件』
- 誉田哲也 『ブルーマーダー』
- 皆川博子 『海賊女王』
- 森見登美彦 『美女と竹林』
- 山本一力 『だいこん』、『つばき』
- 山本譲司 『螺旋階段』
- 米原万里 『他諺の空似 ことわざ人類学』